# Surrender (film, 1931)
Pour les articles homonymes, voir Surrender.
Pour plus de détails, voir Fiche technique et Distribution.
Surrender est un film américain en noir et blanc réalisé par  William K. Howard, sorti en 1931. Le film est une adaptation du roman Axelle de Pierre Benoit (1928). 

## Synopsis
Pendant la Première Guerre mondiale, le rusé et séduisant sergent français Dumaine est séquestré dans un camp de prisonniers de guerre près du château d'un fier noble prussien et général militaire, le comte Reichendorf.

## Fiche technique
- Titre : Surrender
- Réalisation : William K. Howard
- Scénario : S. N. Behrman et Sonya Levien d'après le roman Axelle de Pierre Benoit (1928)
- Direction artistique : Anton Grot
- Photographie : James Wong Howe
- Société de production : Fox Film
- Pays de production : États-Unis
- Format : noir et blanc - 1,37:1 - Son : Mono
- Genre : drame
- Durée : 69 min
- Date de sortie : États-Unis : 6

## Distribution
- Warner Baxter : sergent Dumaine
- Leila Hyams : Axelle von Meirbach
- Ralph Bellamy : Capitaine Ebbing
- Charles Aubrey Smith : Conte Reichendorf
- Alexander Kirkland : Major Dietrich Reichendorf
- Howard Phillips : Claverie
- George Beranger : Fichet
- Tom Ricketts : Gottlieb
- Joe Sawyer : sergent Muller
- J. Carrol Naish : prisonnier de guerre (non crédité)
- Virginia Weidler : petite fille (non créditée)